# 武吉免登站
武吉免登站位於吉隆坡武吉免登，是吉隆坡单轨列车与加影线的交汇站。值得注意的是，虽然两条线路拥有相同的站名，但并无法进行站内换乘，乘客需要出站并另行购票以转乘至其他线路。此站位于武吉免登商业区中心，也因此每日使用人次众多。
武吉免登站属于吉隆坡单轨列车，于2003年8月31日开始运营，而加影线部分則於2017年7月17日開始通行。其也是七个地下捷运站中面积最大的。

## 历史

### 吉隆坡单轨

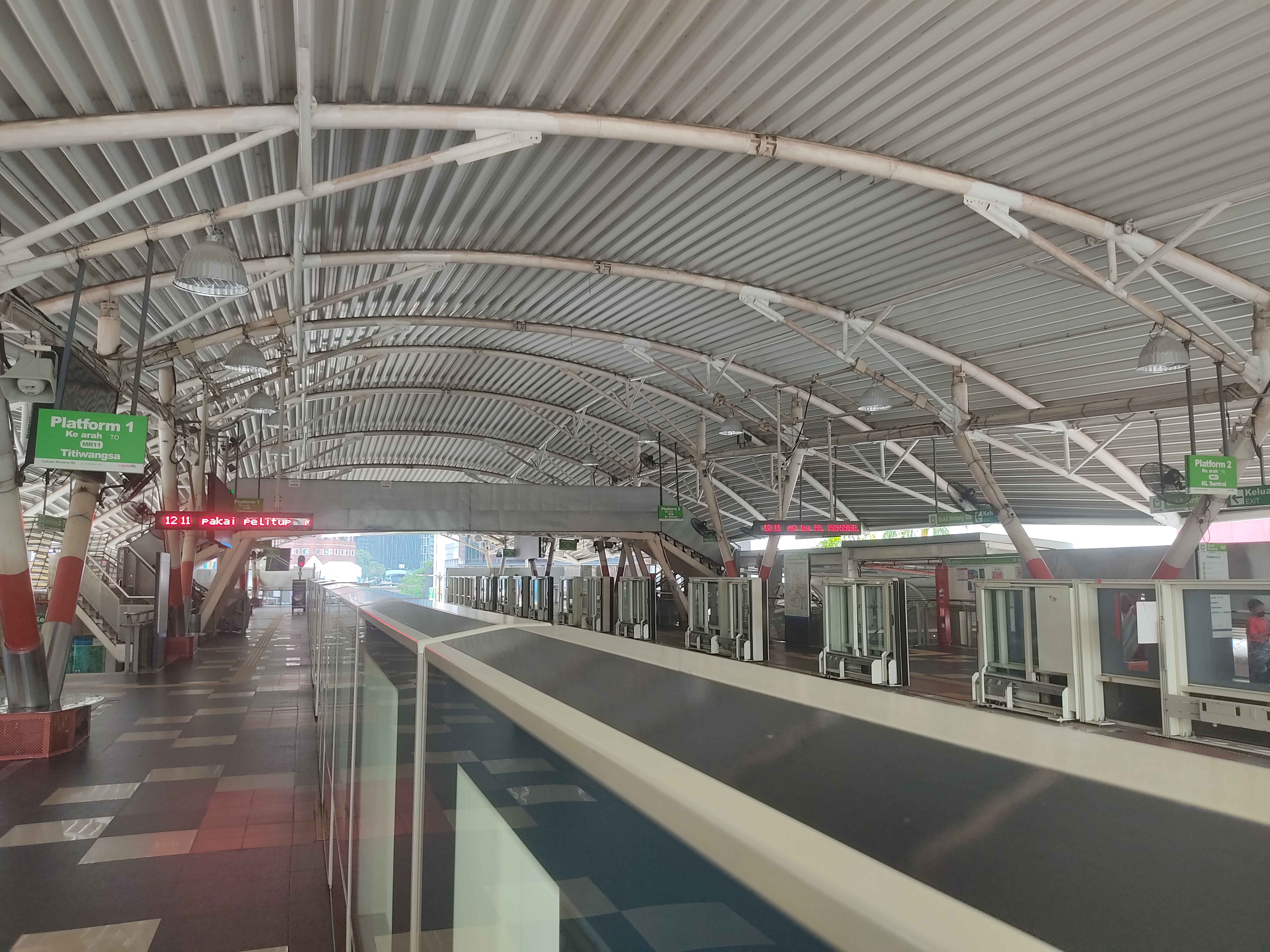
武吉免登单轨站月台

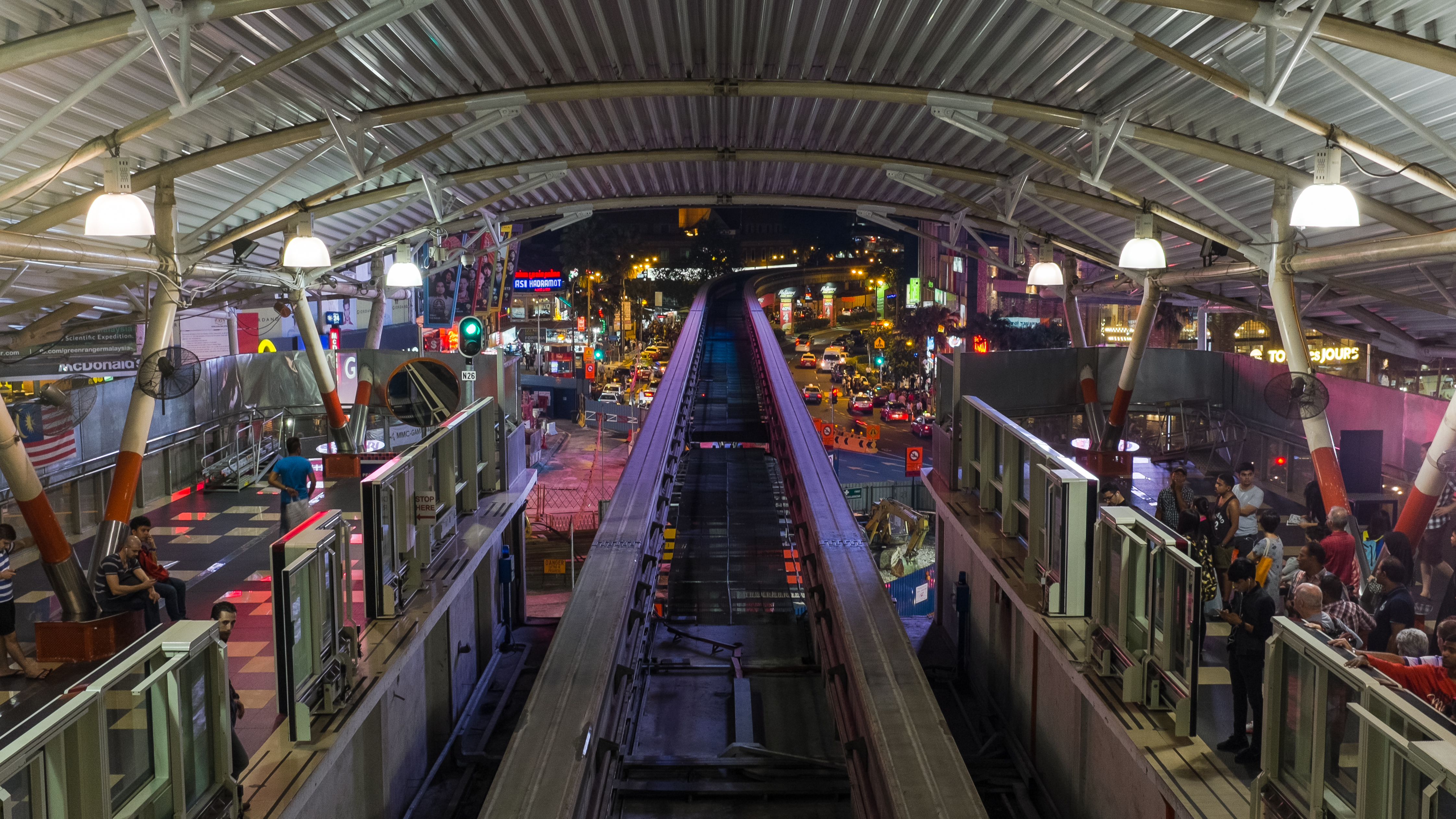
夜晚的武吉免登单轨站站台

武吉免登单轨站位於吉隆坡武吉免登商业区的中心地帶，被許多的購物中心與酒店环绕，為吉隆坡單軌人流量最多的車站之一。其架空於蘇丹依斯邁路上方，為高空車站，臨近蘇丹依斯邁路與武吉免登路的交叉路口。其和其他同线车站于2003年8月31日马来西亚国庆日开始运营。本站在2015年9月13日迎来单轨扩建工程，以迎合新的四节车辆史格米列车（Scomi SUTRA），并同时开放三个通往购物中心的新入口。

#### 位置

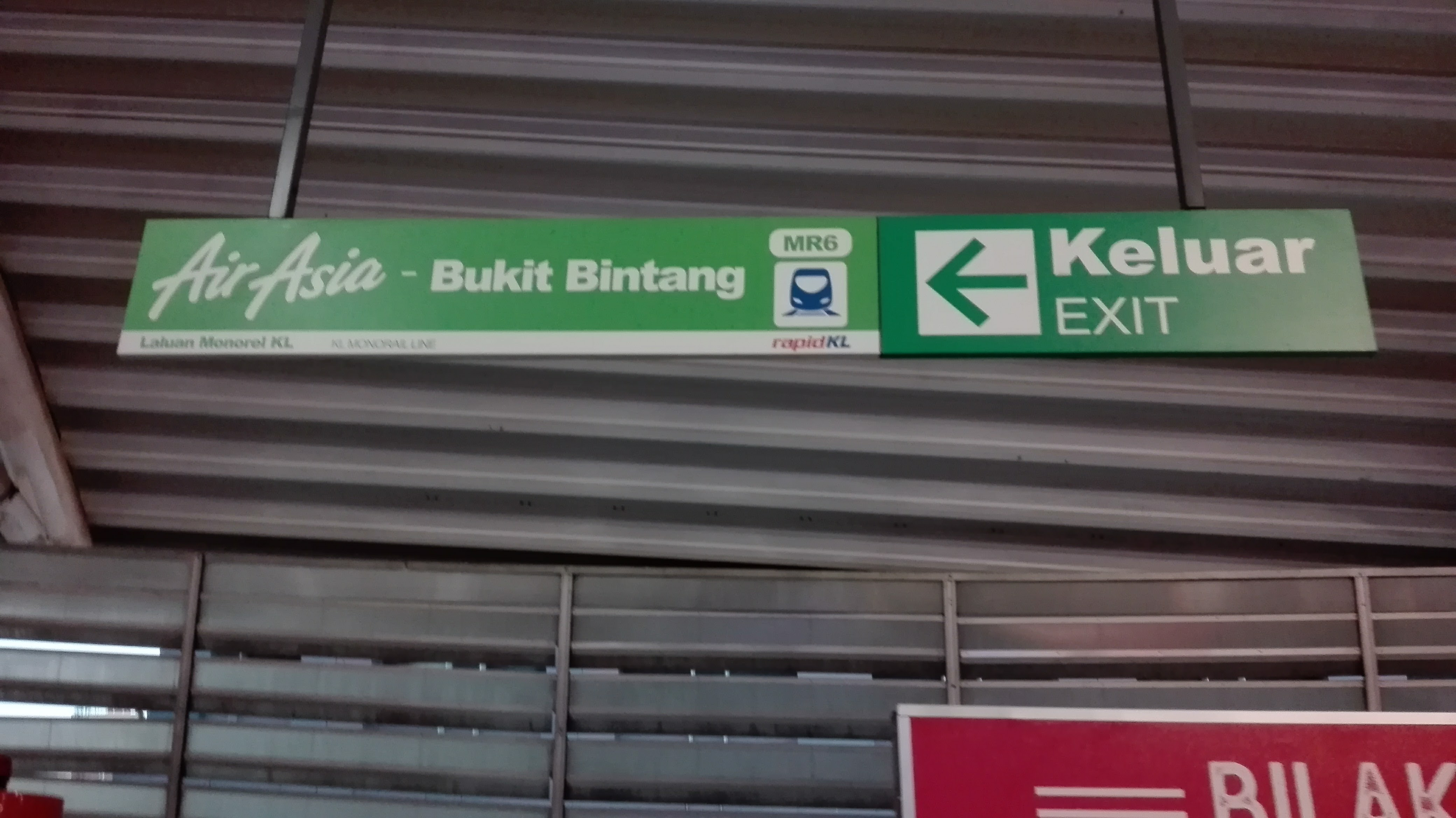
武吉免登单轨站备有亚航商标的站标

武吉免登单轨站是处于苏丹依斯迈路三个车站中最靠近蒂蒂旺沙站的车站。该站是吉隆坡金三角地区的四个吉隆坡单轨车站之一，另外三个是拉惹朱兰站（500米外）、燕美站（距离约500米）和汉都亚站（可换乘至安邦线）。

### 加影线

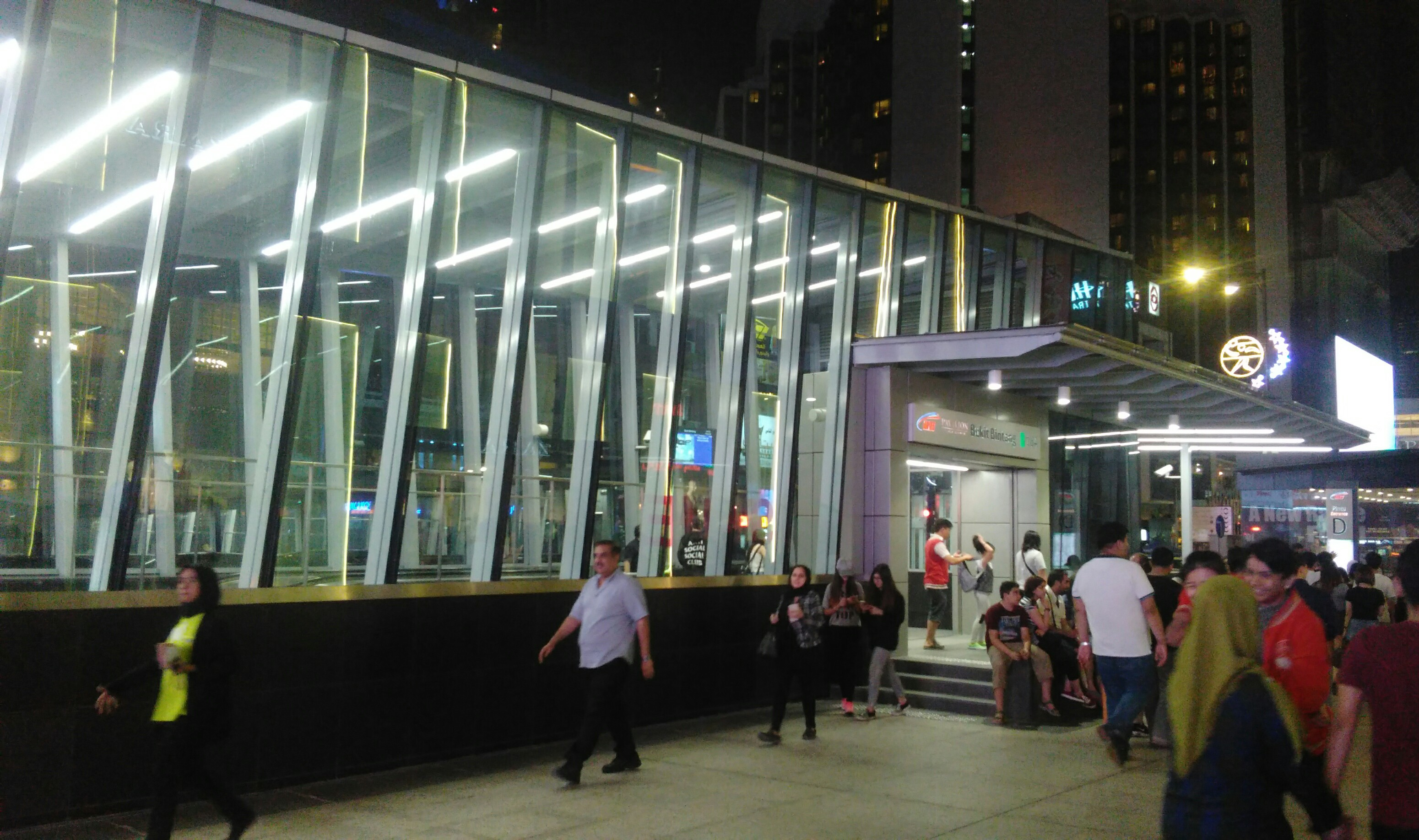
武吉免登捷运站入口D外观，可见其设计以石英为主题。

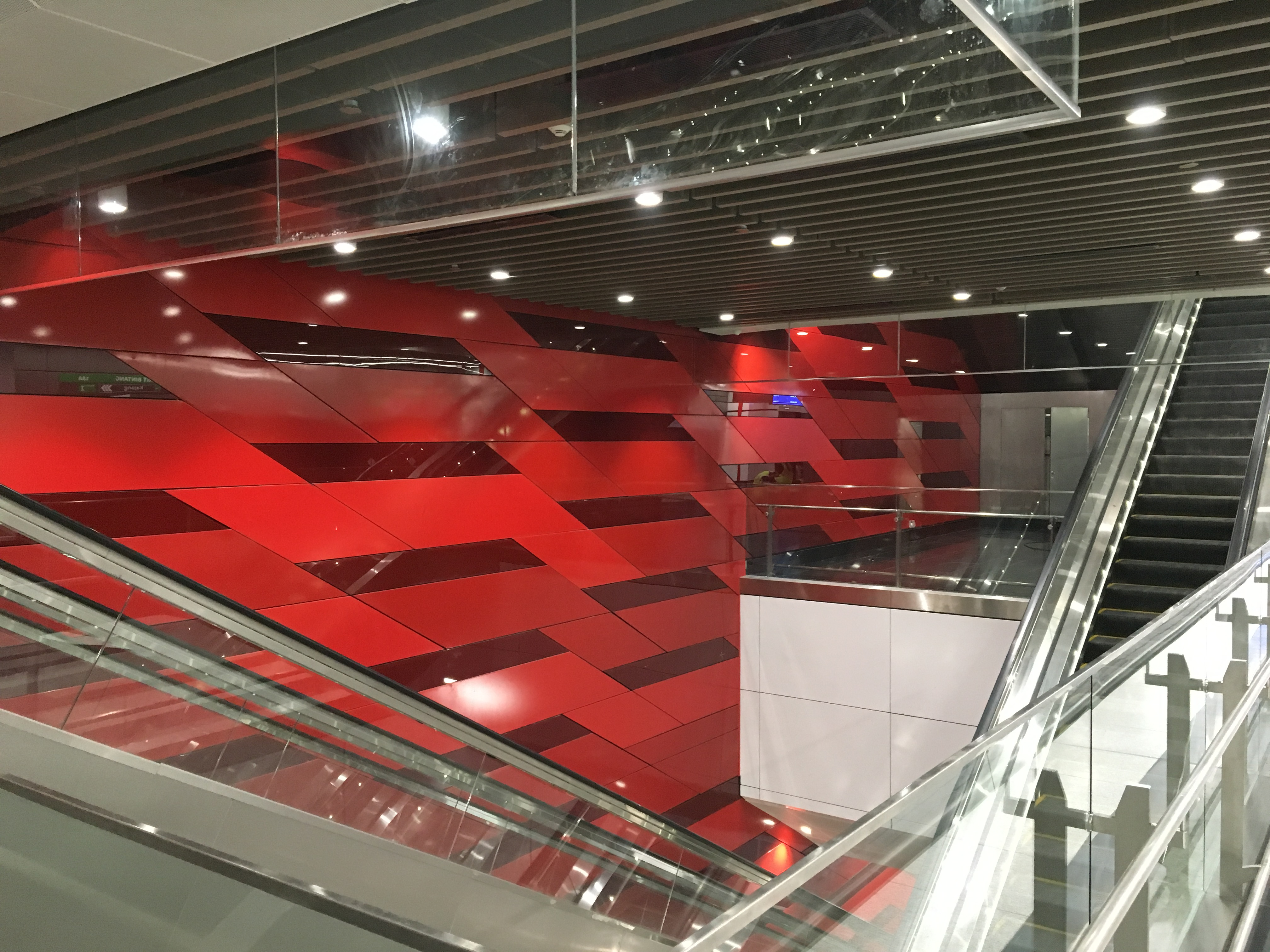
从车站大厅看向连接1号站台（往加影方向）和2号站台（往桂莎白沙罗方向）的手扶梯。

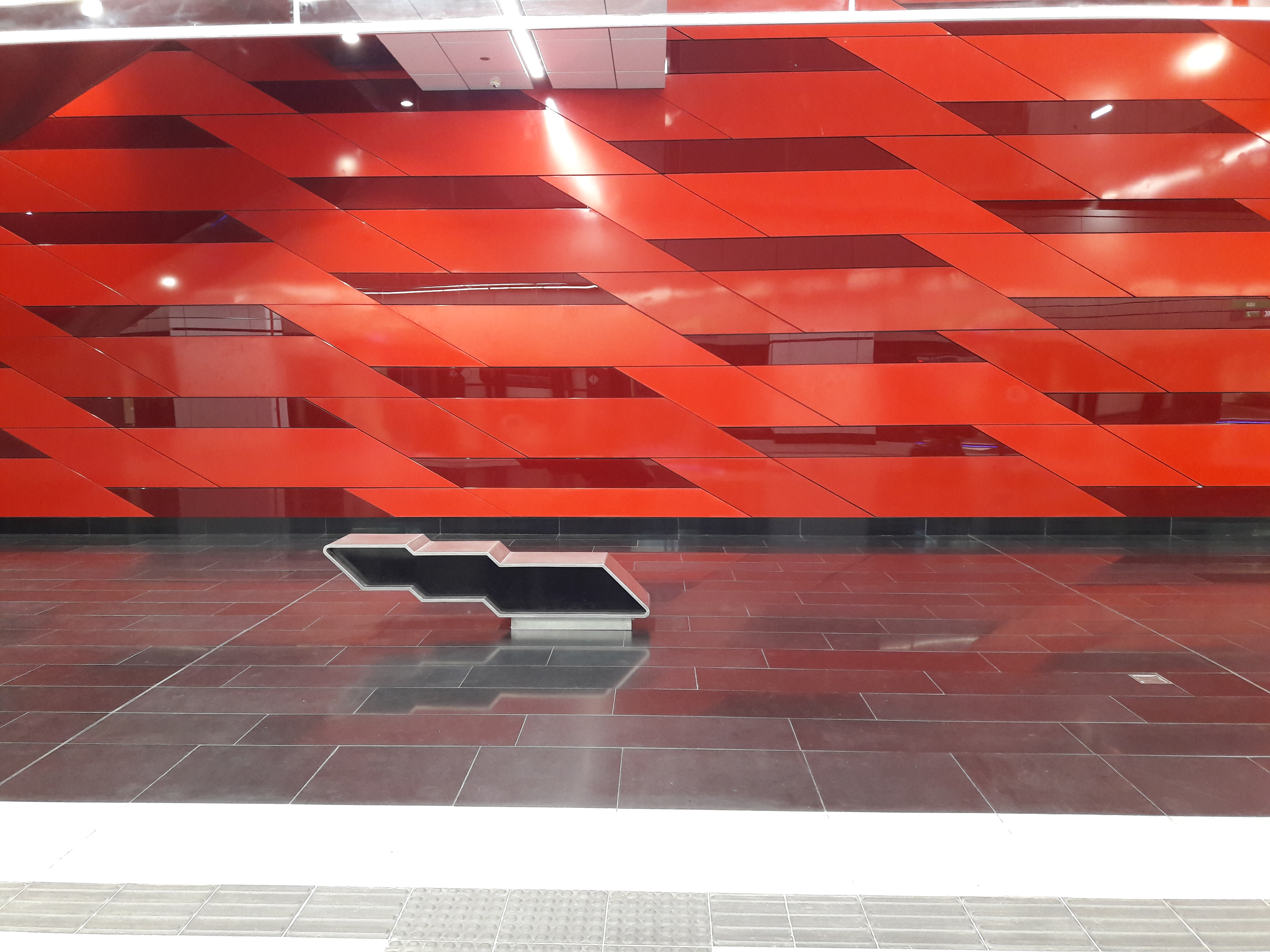
武吉免登捷运站站墙展示出动态活跃的主题，和其独具一格的凳子

沿武吉免登的捷运站与其他双溪毛糯－加影线车站同时于2012年左右开始施工。武吉免登捷运站在2017年7月17日与其他第二阶段车站开通，原先称为武吉免登中央站（BB Sentral），本站為地下車站，而捷运站的主題风格為「动态活跃」（Dynamic and Excitement），展现商业与旅游业的活力。也因如此，武吉免登站站台墙面也以鲜艳的红色结构造型示人，展现出热情之感同时呈现出本站周边区域作的繁荣景象。其色调以 深红色为主色并与  两种颜色搭配而成。
根据早前的计划，武吉免登将分别设立“武吉免登西”和“武吉免登东”（或“武吉免登1”和“武吉免登2”）两个捷运站。但在公开展示以收集反馈后，两站被合并为一个捷运站。这也是本站编号为 KG18A 而不是纯字母－数字编号。

#### 捷运工程風波
武吉免登20多個黃金地段曾被徵用作為捷運工程計劃，主要分佈為武吉免登路的兩旁，有關路段共有十多間2層至4層樓的店鋪受影響將被迫拆遷，但是大部分的商家拒絕接受賠償及搬遷。
而施工期间分兩個階段施工，即先在武吉免登路右邊施工，完工后再移到武吉免登路左邊範圍施工。武吉免登路段的隧道也于2014年尾完工，其采用隧道掘进机（TBM）进行挖掘。

### 站内换乘
尽管官方指定本站为单轨列车和捷运的交汇站，但在严格意义上武吉免登捷运站和单轨站是两个不同的站。两站曾建议设立付费区通道以便能进行站内换乘，但随着购地失败且无空间容纳通道而使得该项计划作罢
同样的两站命名权也互不干涉，即单轨站为亚航和捷运站为吉隆坡柏威年。乘客只能通过雪兰莪基金会建筑或乐天广场以从捷运站前往单轨站，反之亦然。

## 车站冠名权计划
武吉免登单轨站在2015年10月9日正式冠上「亚洲航空」商标，站内主色也换上红色以配合亚航的主色红色，隨即曾把武吉免登单轨站英文名字改為AirAsia－Bukit Bintang。国家基建公司（Prasanara）这样做的目的是通过标售轻快铁站的命名权以获得资金提升公共交通素质。其余参与此项计划的车站还包括孟沙站（人民银行）、大学站（KL Gateway，已终止）和格林瑪麗站（马来西亚信贷担保机构有限公司）。目前因亚洲航空和国家基建（Prasarana）疑合约已终止，该站已移除赞助名。
武吉免登捷运站也在站名前加入「吉隆坡柏威年广场」（Pavilion Kuala Lumpur）商标，以作為捷运公司标售捷运站冠名權計劃的一部分。柏威年广场是位于车站附近的一间高端购物商场。

## 车站结构

### 单轨部分
| 二楼 | 单轨站台 | 侧式站台，左側開門                                                   |
| 二楼 | 单轨站台 | 1号站台: 8 吉隆坡单轨列车 8往蒂蒂旺沙站 MR11 (→)                     |
| 二楼 | 单轨站台 | 2号站台: 8 吉隆坡单轨列车 8往吉隆坡中央车站 MR01 (←)                 |
| 二楼 | 单轨站台 | 侧式站台，左側開門                                                   |
| 一楼 | 车站大厅 | 验票闸门、自动售票机、单轨车站控制台、大厅至行人天桥、手扶梯至地面层 |
| 一楼 | 行人天桥 | 通往金河廣場、武吉免登購物中心與樂天廣場等购物中心的行人天桥         |
| 地面 | 街道     | 苏丹依斯迈路、便利商店、计程车、行人走道                             |

本站在苏丹依斯迈路两侧设有4个入口，使乘客可轻易抵达附近的几个购物中心如升禧藝廊、刘蝶广场、吉隆坡柏威年广场、华氏88广场、乐天广场、燕美广场、金河广场和成功时代广场等。
由于本站靠近武吉免登市中心，所以其在高峰时段和非工作日内迎来了大量乘客。本站也是吉隆坡单轨列车唯一擁有前往兩旁建築的架空桥梁通道，乘客可通過行人天橋通往臨近的購物中心。其的站台长度也比其他同线车站来的更长。

### 捷运部分
| 地面     | 街道                   | 武吉免登路、苏丹依斯迈路、章卡武吉免登                                                           |
| 地下一楼 | 车站大厅               | 手扶梯、电梯和楼梯至地面、询问处、自动售票机、验票闸门、车站控制台、便利商店、手扶梯和电梯至站台 |
| 地下二楼 | 侧式叠式站台，左側開門 | 侧式叠式站台，左側開門                                                                           |
| 地下二楼 | 1号站台:               | 9 加影线 9往加影 KG35 (→)                                                                        |
| 地下二楼 |                        |                                                                                                  |
| 地下四楼 | 侧式叠式站台，右側開門 | 侧式叠式站台，右側開門                                                                           |
| 地下四楼 | 2号站台:               | 9 加影线 9往桂莎白沙罗 KG04 (←)                                                                  |

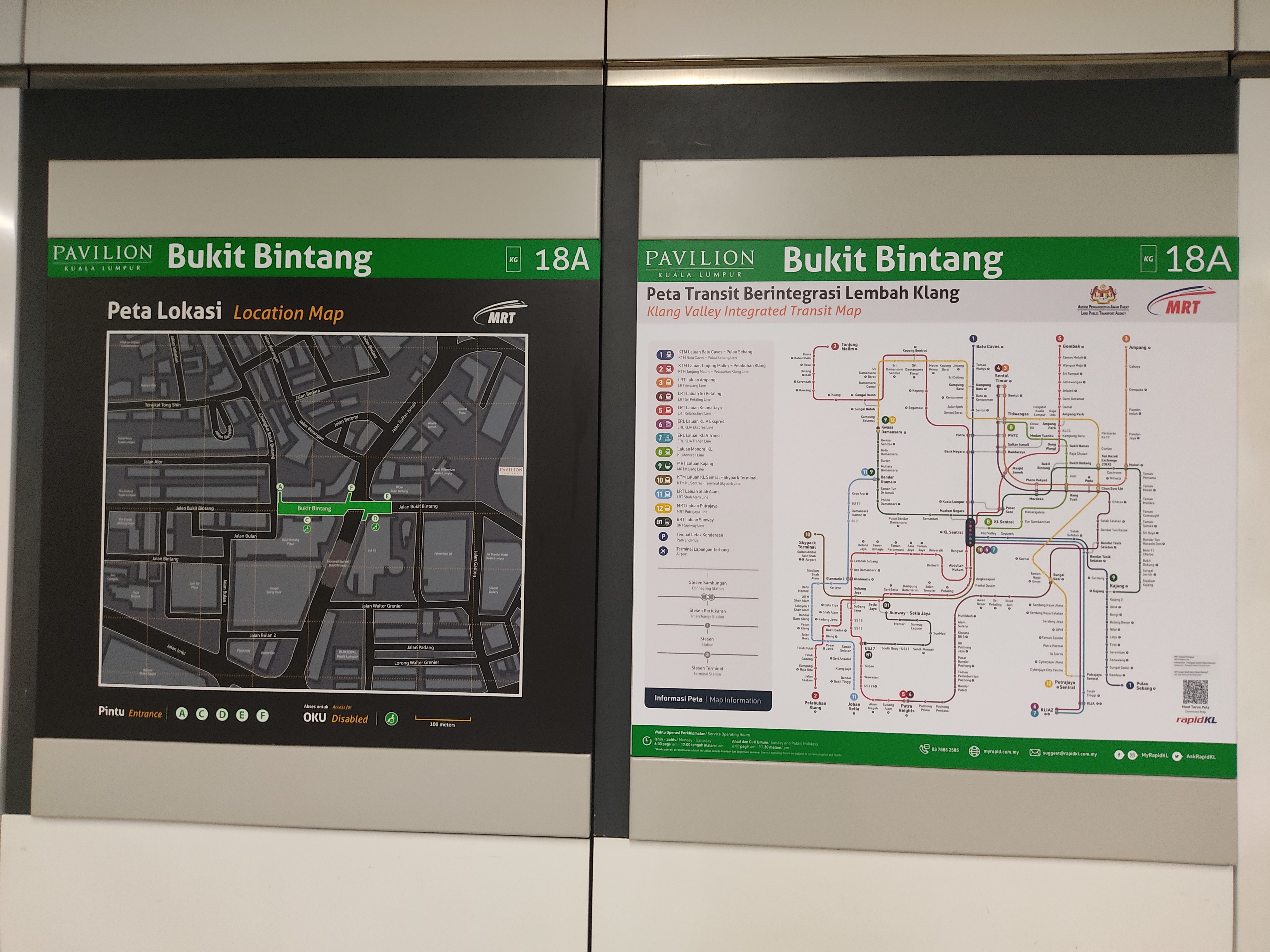
武吉免登捷运站地图，本站一共设有5个出入口

本站具有许多独特的特征。其在武吉免登路和苏丹依斯迈路周边设有5个出入口，使乘客可轻易抵达附近的几个购物中心如吉隆坡柏威年广场、升禧艺廊、乐天广场。本站因武吉免登空间有限而需要在深達33.4米的地底隧道（相当于11层楼高）建造，是加影线第二深的车站。这样做是为了避免因施工而需要拆除沿武吉免登路的建筑物。本站也曾拥有马来西亚最长的捷运站手扶梯，总长为20米（最新记录为安邦购物中心捷运站）。本校也是加影线唯一采侧式叠式站台的车站，分别位于地下三楼和四楼。武吉免登捷运站也是马来西亚第一座采用侧式叠式站台的车站，其中地下二楼前往加影站而地下三楼则往桂莎白沙罗。

### 出入口
| 8 吉隆坡单轨列车车站 |                                                                                  |      |
|                      |                                                                                  |      |
| 出口編號             | 建議前往的目的地                                                                 | 图片 |
| A                    | 苏丹依斯迈路左侧 刘蝶广场、阿拉伯街（Ain Arabia）、武吉免登路和捷运站（入口C）   |      |
| B                    | 乐天广场－金河广场行人天桥 乐天广场、金河广场                                    |      |
| C                    | 苏丹依斯迈路右侧 升禧艺廊、星光大道（Bintang Walk）、柏威年广场和捷运站（入口D） |      |
| D                    | 乐天广场                                                                         |      |
| E                    | 乐天广场－金河广场行人天桥 金河广场                                              |      |
| 9 加影线车站         |                                                                                  |      |
|                      |                                                                                  |      |
| A                    | 章卡武吉免登 肯德基、店铺和亚罗街                                                |      |
| C                    | 武吉免登路 单轨站（入口A）、武吉免登购物中心、雪兰莪基金会大厦、行人走道         |      |
| D                    | 武吉免登路 单轨站（入口C）、乐天广场、华氏88广场、升禧艺廊和柏威年广场           |      |
| E                    | 武吉免登路 WOLO酒店、店铺                                                        |      |
| F                    | 苏丹依斯迈路 麦当劳、店铺、阿拉伯街                                              |      |

## 車站周邊
- 金河廣場
- 樂天廣場
- 武吉免登購物中心（已关闭）
- 成功時代廣場和酒店
- 吉隆坡美麗雅酒店
- 柏威年廣場
- 劉蝶廣場
- 燕美廣場
- 華氏88廣場
- 升禧藝廊
- 亞羅街
- Grand Plaza Park Royal酒店
- JW万豪酒店
- 威斯汀酒店
- Wolo酒店